# Nikolaj Baskov
Nikolai Baskov (Басков Николай Викторович), född 15 oktober 1976 i Moskva i Ryssland, är en rysk estrad- och operasångare, kompositör, tv-värd, skådespelare, pedagog och professor vid avdelningen för musik- och scenkonst vid MPGU. 
Han tilldelades titeln Folkets artist av Ryska federationen år 2009. År 2004 erhöll han även titeln Folkets artist av Ukraina, men blev av med den 2022. År 2007 tilldelades han mästartiteln av Republiken Moldavien. Dessutom är Baskov Folkets artist av Tjetjenska republiken sedan 2005 och Folkets artist av Republiken Basjkortostan sedan 2022.